# Tretophragmia nilgirensis
Tretophragmia nilgirensis är en svampart som först beskrevs av Chirayathumadom Venkatachalier Subramanian, och fick sitt nu gällande namn av Subram. & Natarajan 1974. Tretophragmia nilgirensis ingår i släktet Tretophragmia, divisionen sporsäcksvampar och riket svampar.   Inga underarter finns listade i Catalogue of Life.